# دروگوواتس
دروگوواتس (به صربی: Drugovac) یک منطقهٔ مسکونی در صربستان است که در اسمدرفو واقع شده‌است. دروگوواتس ۱٬۵۶۶ نفر جمعیت دارد و ۱۹۹ متر بالاتر از سطح دریا واقع شده‌است.